# 松浦裕美子
松浦 裕美子（まつうら ゆみこ、1988年7月18日 - ）は、日本の舞台女優、声優。フクダ&Co.所属。宮崎県出身。

## 来歴
当初から声優志望ではなかったが、姉が関俊彦の大ファンで、そこから職業としての声優を知った。その後、「役者になる!」と養成所に入所して、声の仕事の勉強もして、声優としての活動を始める。2011年、オフィスPACに所属。
2025年3月31日、同日付でオフィスPACが事業停止したことに伴い、フクダ&Co.に移籍。

## 人物
特技はピアノ、トロンボーン。
資格はアロマテラピー検定1級。

## 出演

### テレビアニメ
2014年
- 牙狼〈GARO〉-炎の刻印-（女）

2015年
- 牙狼 -紅蓮ノ月-（奥方）

2016年
- チア男子!!（受付の女性）

2017年
- 牙狼〈GARO〉-VANISHING LINE-（2017年 - 2018年、セルヴィェル、女性、婦人C、村人A、住民D 他）
- 将国のアルタイル（侍女）

2018年
- ルパン三世 PART5（メロン）
- レイトン ミステリー探偵社 〜カトリーのナゾトキファイル〜（スコット）

2019年
- ルパン三世 グッバイ・パートナー（警察官）

2022年
- ユーレイデコ（ハーパー）

2024年
- ばいばい、アース（ポップス）

### 劇場アニメ
- きみの声をとどけたい（2017年）
- 二ノ国（2019年、緑川美樹）

### OVA
- 機動戦士ガンダム サンダーボルト（2015年、ジオン兵）
- ルパン三世 ルパンは今も燃えているか?（2018年、アナウンサー[5]）

### Webアニメ
- あの日の心をとらえて（2019年[6]）
- コタローは1人暮らし（2022年、歯科助手）

### ゲーム
- グランブルーファンタジー
- ソウルサクリファイスデルタ
- ライトニング リターンズ ファイナルファンタジーXIII（2013年）
- 信長の野望・大志（2017年、森蘭丸/梵天丸ほか）
- キングダム ハーツIII（2019年）
- 三國志14（2020年、キャラボイス:賢明/普通）
- モンスターハンターストーリーズ2 ～破滅の翼～（2021年、レド〈幼少期〉）

### 吹き替え

#### 映画
- リアル・スティール
- フレネミーズ（ルーシー・デルグーシー）
- サニー 永遠の仲間たち（ヨンジン）
- ジェミニマン（アニコ[7]）
- アイアンマン3
- アフターショック（モニカ〈アンドレア・オズヴァルト〉）
- モネ・ゲーム
- パラノイド・シンドローム（ジュリー）
- イヤー・オブ・ザ・ドラゴン ※WOWOW追加録音（2014年2月1日放送時）
- クロワッサンで朝食を（レア）
- Battle of The Year（ジャニス）
- ウォールフラワー（アリス〈エリン・ウィルヘルミ〉）
- 沈黙の戦艦 ※日本語吹替音声追加収録版（ブルーレイ）
- 暴走特急 ※日本語吹替音声追加収録版（ブルーレイ）
- 北国の帝王 ※追加収録（完声版）
- スペシャルID 特殊身分（エイミー/ロンの母親〈パウ・ヘイチン〉）
- おみおくりの作法
- ギリシャに消えた嘘
- ロシアン・スナイパー（マーシャ〈ポリーナ・パクホモヴァ〉）
- 杉原千畝　スギハラチウネ
- ヴィルンガ（メラニー・グービー）
- 白い沈黙（ペイジ）
- ウーマン・イン・ブラック2 死の天使（フローラ）
- ZIPPER/ジッパー エリートが堕ちた罠（ダリヤ〈ディアナ・アグロン〉）
- ブレードランナー 2049（浴室音声[8]）
- マグニフィセント・セブン（アンソニー[9]）
- LION/ライオン 〜25年目のただいま〜（プラマ）
- ムーンライト（リトル）
- ワンダーウーマン（アマゾン1[10]）
- ボン・ ボヤージュ〜家族旅行は大暴走〜（リゾン）
- デトロイト（ジュリー・アン〈ハンナ・マリー〉）
- レディ・プレイヤー1（Vネックの少年[11]）
- 夜に生きる
- ドクター・エクソシスト（キャメロン〈ダヴィード・マズーズ〉）
- 人生はシネマティック!（アンジェラ/ローズ）
- ヒューマン・ハンター（ルーカス・ウェラー）
- TAXi ダイヤモンド・ミッション（女性議員[12]）
- シャザム!（レイチェル[13]）※劇場公開版
- ゾンビランド:ダブルタップ（バビロンの女B[14]）
- チャイルド・イン・タイム（レイチェル〈アンナ・マデリー〉[15]）
- DUNE/デューン 砂の惑星（女性アナウンス[16]）
- ハウス・オブ・グッチ（ジェニー・グッチ〈フローレンス・アンドリューズ〉[17]）
- セント・エルモス・ファイアー（ジュディス〈ジーナ・ヘクト〉[18]）※ザ・シネマ版
- ダイ・ハード（ゲイル・ウォーレンズ〈メアリー・エレン・トレイナー〉）※テレビ朝日版追加録音部分
- プーと大人になった僕

#### ドラマ
- アイ・ラブ・ディック
- I-Land 戦慄の島
- ヒューマン・ターゲット2
- クローザー7（オードリー）
- マーサ・スチュワート・ショー
- トランスポーター ザ・シリーズ（カーラ・ヴァレリ〈アンドレア・オズヴァルト〉）
- THE MENTALIST メンタリストの捜査ファイル4
- ホワイトカラー4
- ラスト★リゾート 孤高の戦艦
- イニョン王妃の男
- 美しい君へ
- アメリカお宝鑑定団ポーンスターズシリーズ（レベッカ）
- SOLD!〜熱血沸騰オークション〜
- VEGAS/ベガス（フロント係）
- GRIMM/グリム
- グッドワイフ
- メジャークライム2
- プロジェクト・ランウェイ10
- THE BLACKLIST/ブラックリスト シーズン1 #17（アビー〈クイン・シェパード〉）
- DEFIANCE/ディファイアンスシリーズ（クリスティ・マコーリー〈ニコール・ムニョス〉）
- SCORPION/スコーピオン（ウォルターの元恋人）
- アンブレイカブル・キミー・シュミット（グレッチェン/バックリー）
- Between(ビトウィーン)（サマンサ/ハリソン）
- スキャンダル 託された秘密4（ナタリー）
- NCIS: ニューオーリンズ（パム）
- ジ・アメリカンズ（アリス）
- クリミナル・マインド10（ミシェル）
- マスケティアーズ パリの四銃士
- ヴァイキング 〜海の覇者たち〜（ポルン〈ガイア・ワイス〉）
- プリーチャー（カウボーイの妻）
- ロスト・ガール5（ステイシー/イリス）
- プロジェクト・ランウェイ13（サンディヤ・ガーグ）
- バーバリアンズ・ライジング〜ローマ帝国に反逆した戦士たち〜
- 高い城の男（トルーディ〈コナー・レスリー〉）
- サバイバー: 宿命の大統領（ハンナ・ウェルズ〈マギー・Q〉）
- ビッグ・リトル・ライズ 〜セレブママたちの憂うつ〜
- グッド・ガールズ! 〜NY女子のキャリア革命〜（アンジー）
- ワンデイ-家族のうた-2（シド）
- GOTHAM/ゴッサム（エコー〈フランチェスカ・ルート・ドッドソン〉）
- ロキ（ミス・ミニッツ〈タラ・ストロング〉）
- PENNYWORTH/ペニーワース（ベット・サイクス〈パロマ・フェイス〉[19]）
- I AM 私の分岐点 シーズン2 #1（グレース〈アリーシャ・ベイリー〉[20]）

#### アニメ
- カーズトゥーン メーターの世界つくり話（女車）
- ガーディアンズ 伝説の勇者たち
- サンダーバード ARE GO #5
- スター・ウォーズ: バッド・バッチ（CG-67）
- スター・ウォーズ レジスタンス（エージェント・ティアニー）
- タンタンの冒険/ユニコーン号の秘密
- トロン:ライジング
- レゴニンジャゴー ザ・ムービー

### 舞台
- 見よ、飛行機の高く飛べるを（木暮婦美）
- CRIMES OF THE HEART（レニー・マグラス）
- 真田風雲録（根津甚八）
- 三文オペラ〜in Japan〜（野原美智子）
- もう一つの絵本の先に（大鷲さなえ）
- 会議（女3）
- メイ・ストーム～花のもとにて～（結城亜希子）
- 生きてるうちが華なのよ TAIAI[21]
- 奇譚 地獄たられば[22]

### テレビドラマ
- 黒い十人の黒木瞳。Ⅱ（2012年12月29日、NHK BSプレミアム）